# NGC 5701
NGC 5701 (również PGC 52365 lub UGC 9436) – galaktyka spiralna z poprzeczką (SB0-a), znajdująca się w gwiazdozbiorze Panny. Odkrył ją William Herschel 29 kwietnia 1786 roku.